# Taeniophyllum marianense
Taeniophyllum marianense är en orkidéart som beskrevs av Rudolf Schlechter. Taeniophyllum marianense ingår i släktet Taeniophyllum och familjen orkidéer. Inga underarter finns listade i Catalogue of Life.